# Calodia sparsispinulata
Calodia sparsispinulata är en insektsart som beskrevs av Nielson 1982. Calodia sparsispinulata ingår i släktet Calodia och familjen dvärgstritar. Inga underarter finns listade i Catalogue of Life.